# Liste von Terroranschlägen im Jahr 1986
Die Liste von Terroranschlägen im Jahr 1986 enthält eine unvollständige Auswahl von Terroranschlägen, die im Jahr 1986 passierten. Attentate werden gesondert in der Liste bekannter Attentate behandelt. Die Liste von Sprengstoffanschlägen listet auch nichtterroristische Anschläge. Die Liste von Flugzeugentführungen enthält eine Liste mit meist terroristischem Hintergrund. Im Artikel Rechtsterrorismus werden weitere terroristische Anschläge aufgezählt.

## Erläuterung
In der Spalte Politische Ausrichtung ist die politische bzw. weltanschauliche Einordnung der Täter angegeben: faschistisch, rassistisch, nationalistisch, nationalsozialistisch, sozialistisch, kommunistisch, antiimperialistisch, islamistisch (schiitisch, sunnitisch, deobandisch, salafistisch, wahhabitisch), hinduistisch. Bei vorrangig auf staatliche Unabhängigkeit oder Autonomie zielender Ausrichtung ist autonomistisch vorangestellt, gefolgt von der Region oder der Volksgruppe und ggf. weiteren Merkmalen der Täter: armenisch, irisch (katholisch), kurdisch, tirolisch, tschetschenisch, dagestanisch, punjabisch (sikhistisch), palästinensisch.
Die Opferzahlen der Anschläge werden farbig dargestellt:

Die Zahl bei den Anschlägen getöteter/verletzter Täter ist in Klammern ( ) gesetzt.

## Januar
| Datum/Beginn    | Betroffenes Land | Anschlag                | Täter                            | Politische Ausrichtung       | Mittel                      | Ziel                 | Tote     | Verletzte | Hintergrund                   |
| --------------- | ---------------- | ----------------------- | -------------------------------- | ---------------------------- | --------------------------- | -------------------- | -------- | --------- | ----------------------------- |
| 12. Januar 1986 | El Salvador      | Anschlag in Cuscatlán   | FMLN                             | marxistisch-leninistisch     | Automatische Schusswaffe(n) | Militäreinheit       | 25       | 13        | Salvadorianischer Bürgerkrieg |
| 13. Januar 1986 | Mosambik         | Anschlag in Sofala      | Resistência Nacional Moçambicana | nationalistisch, konservativ |                             | Dorf                 | 235 (+5) | 19        | Mosambikanischer Bürgerkrieg  |
| 21. Januar 1986 | Libanon          | Anschlag in Beirut      |                                  |                              | Autobombe                   | Regierungsgebäude    | 28       | 132       | Libanesischer Bürgerkrieg     |
| 21. Januar 1986 | Libanon          | Anschlag in Süd-Libanon |                                  |                              | Sprengstoff                 | Bäckerei, Tankstelle | 20       | 70        | Libanesischer Bürgerkrieg     |

## Februar
| Datum/Beginn     | Betroffenes Land | Anschlag                   | Täter                  | Politische Ausrichtung                                               | Mittel                      | Ziel                     | Tote | Verletzte | Hintergrund                       |
| ---------------- | ---------------- | -------------------------- | ---------------------- | -------------------------------------------------------------------- | --------------------------- | ------------------------ | ---- | --------- | --------------------------------- |
| 03. Februar 1986 | Libanon          | Anschlag in Beirut         |                        |                                                                      | Autobombe                   | Regierungsgebäude        | 9    | 24        | Libanesischer Bürgerkrieg         |
| 03. Februar 1986 | Kolumbien        | Anschlag in Cauca          | M-19                   | bolivarianistisch, links-nationalistisch, revolutionär-sozialistisch | Automatische Schusswaffe(n) | Dorf                     | 30   |           | Bewaffneter Konflikt in Kolumbien |
| 19. Februar 1986 | Sri Lanka        | Anschlag in der Ostprovinz | Tamilische Extremisten |                                                                      | Landmine                    | Zivilisten auf Lastwagen | 40   | 30        | Bürgerkrieg in Sri Lanka          |
| 24. Februar 1986 | Libanon          | Anschlag nahe Beirut       |                        |                                                                      | Autobombe                   | Supermarkt               | 5    | 30        | Libanesischer Bürgerkrieg         |

## März
| Datum/Beginn  | Betroffenes Land | Anschlag                    | Täter                                                                 | Politische Ausrichtung                                                        | Mittel                      | Ziel              | Tote     | Verletzte | Hintergrund                       |
| ------------- | ---------------- | --------------------------- | --------------------------------------------------------------------- | ----------------------------------------------------------------------------- | --------------------------- | ----------------- | -------- | --------- | --------------------------------- |
| 01. März 1986 | Angola           | Anschlag in Lunda Norte     | UNITA                                                                 | konservativ, angolanisch-nationalistisch, christlich-demokratisch, maoistisch |                             | Dorf              | 60 (+15) | 0         | Bürgerkrieg in Angola             |
| 04. März 1986 | Kolumbien        | Anschlag in Valle del Cauca |                                                                       |                                                                               | Automatische Schusswaffe(n) | Militäreinheit    | 44       | 0         | Bewaffneter Konflikt in Kolumbien |
| 11. März 1986 | Kolumbien        | Anschlag in Valle del Cauca | M-19                                                                  | bolivarianistisch, links-nationalistisch, revolutionär-sozialistisch          | Automatische Schusswaffe(n) | Dorf              | 40       | 0         | Bewaffneter Konflikt in Kolumbien |
| 15. März 1986 | Sri Lanka        | Anschlag in Kilinochchi     |                                                                       |                                                                               |                             | Zug               | 5        | 30        | Bürgerkrieg in Sri Lanka          |
| 16. März 1986 | Sri Lanka        | Anschlag in Jaffna          | vermutlich Tamilische Separatisten                                    | autonomistisch                                                                | Sprengstoff                 | Bahngleise        | 5        | 37        | Bürgerkrieg in Sri Lanka          |
| 20. März 1986 | Frankreich       | Anschlag in Paris           | Committee of Solidarity with Arab and Middle East Political Prisoners |                                                                               | Sprengstoff                 | Einkaufszentrum   | 1 (+1)   | 28        |                                   |
| 21. März 1986 | Sri Lanka        | Anschlag in Nedunkerni      | Tamilische Separatisten                                               | autonomistisch                                                                | Schusswaffe(n), Granate(n)  | Dorf              | 46       | 0         | Bürgerkrieg in Sri Lanka          |
| 26. März 1986 | Libanon          | Anschlag in Beirut          |                                                                       |                                                                               | Autobombe                   | Regierungsgebäude | 10       | 80        | Libanesischer Bürgerkrieg         |
| 26. März 1986 | Indien           | Anschlag in Anandpur Sahib  | Sikh-Fundamentalisten                                                 | sikh-fundamentalistisch                                                       | Schwerter, Schusswaffen     | Dorf              | 7        | 29        |                                   |
| 27. März 1986 | Australien       | Anschlag in Melbourne       |                                                                       |                                                                               | Autobombe                   | Polizeipräsidium  | 0        | 21        |                                   |
| 29. März 1986 | Indien           | Anschlag in Jalandhar       | Sikh-Extremisten                                                      |                                                                               | Schusswaffen                | Dorf              | 20       | 0         |                                   |

## April
| Datum/Beginn   | Betroffenes Land | Anschlag                             | Täter                  | Politische Ausrichtung         | Mittel      | Ziel                        | Tote | Verletzte | Hintergrund                           |
| -------------- | ---------------- | ------------------------------------ | ---------------------- | ------------------------------ | ----------- | --------------------------- | ---- | --------- | ------------------------------------- |
| 02. April 1986 | Deutschland      | Trans-World-Airlines-Flug 840 (1986) | Abu-Nidal-Organisation | autonomistisch-palästinensisch | Sprengstoff | Flugzeug                    | 4    | 7         | Israelisch-Palästinensischer Konflikt |
| 05. April 1986 | Deutschland      | Anschlag in Berlin                   | vermutlich Libyen      |                                | Sprengsatz  | Diskothek                   | 3    | 231       |                                       |
| 08. April 1986 | Libanon          | Anschlag in Libanonberg              |                        |                                | Autobombe   | Französischer Militärposten | 13   | 107       | Libanesischer Bürgerkrieg             |
| 11. April 1986 | Libanon          | Anschlag in Sidon                    |                        |                                | Autobombe   |                             | 3    | 34        | Libanesischer Bürgerkrieg             |
| 12. April 1986 | Bangladesch      | Anschlag in Dhaka                    |                        |                                | Sprengstoff | Busse                       | 1    | 100       |                                       |

## Mai
| Datum/Beginn | Betroffenes Land | Anschlag                 | Täter                                    | Politische Ausrichtung                                                        | Mittel                      | Ziel                                 | Tote | Verletzte | Hintergrund                   |
| ------------ | ---------------- | ------------------------ | ---------------------------------------- | ----------------------------------------------------------------------------- | --------------------------- | ------------------------------------ | ---- | --------- | ----------------------------- |
| 03. Mai 1986 | Sri Lanka        | Air-Lanka-Flug 512       | LTTE                                     | autonomistisch, tamilisch-sozialistisch                                       | Sprengsatz                  | Flugzeug                             | 21   | 41        | Bürgerkrieg in Sri Lanka      |
| 07. Mai 1986 | Sri Lanka        | Anschlag in Colombo      | vermutlich LTTE                          | autonomistisch, tamilisch-sozialistisch                                       | Sprengstoff                 | Telekommunikationsabteilungszentrale | 11   | 114       | Bürgerkrieg in Sri Lanka      |
| 15. Mai 1986 | Deutschland      | Anschlag in Hamburg      |                                          |                                                                               | Sprengstoff                 | Bar                                  | 1    | 1         |                               |
| 15. Mai 1986 | Bangladesch      | Anschlag in Khulna       | vermutlich Purba Banglar Sarbahara Party | maoistisch, antiimperialistisch                                               | Sabotage                    | Expresszug                           | 25   | 45        |                               |
| 19. Mai 1986 | Sambia           | Anschlag im Nordwesten   | UNITA                                    | konservativ, angolanisch-nationalistisch, christlich-demokratisch, maoistisch | Landmine                    |                                      | 2    | 0         | Bürgerkrieg in Angola         |
| 19. Mai 1986 | Peru             | Anschlag in Junín        | Leuchtender Pfad                         | marxistisch-leninistisch-maoistisch                                           | Automatische Schusswaffe(n) | Militäreinheit                       | 20   | 0         | Bewaffneter Konflikt in Peru  |
| 20. Mai 1986 | Peru             | Anschlag in Ayacucho     | Leuchtender Pfad                         | marxistisch-leninistisch-maoistisch                                           | Automatische Schusswaffe(n) | Militäreinheit                       | 20   | 0         | Bewaffneter Konflikt in Peru  |
| 21. Mai 1986 | El Salvador      | Anschlag in Chalatenango | FMLN                                     | marxistisch-leninistisch                                                      | Automatische Schusswaffe(n) | Stadt                                | 30   | 0         | Salvadorianischer Bürgerkrieg |
| 23. Mai 1986 | Libanon          | Anschlag in Libanonberg  |                                          |                                                                               | Autobombe                   | Schule                               | 9    | 84        | Libanesischer Bürgerkrieg     |
| 25. Mai 1986 | Sri Lanka        | Anschlag in Trincomalee  | vermutlich LTTE                          | autonomistisch, tamilisch-sozialistisch                                       | Schusswaffen, Brandstiftung | Singhalesische Zivilisten            | 20   | 0         | Bürgerkrieg in Sri Lanka      |
| 30. Mai 1986 | Sri Lanka        | Anschlag in Colombo      |                                          |                                                                               | Autobombe                   | Produktionsstätte                    | 9    | 50        | Bürgerkrieg in Sri Lanka      |
| 31. Mai 1986 | Sri Lanka        | Anschlag in Gampaha      |                                          |                                                                               | Sprengstoff                 | Passagierzug                         | 15   | 24        | Bürgerkrieg in Sri Lanka      |
| 31. Mai 1986 | Nicaragua        | Anschlag in Estelí       | FDN                                      |                                                                               | Automatische Schusswaffe(n) | Militärposten                        | 45   | 0         | Contra-Krieg                  |

## Juni
| Datum/Beginn  | Betroffenes Land | Anschlag                       | Täter                     | Politische Ausrichtung                    | Mittel                      | Ziel           | Tote | Verletzte | Hintergrund                  |
| ------------- | ---------------- | ------------------------------ | ------------------------- | ----------------------------------------- | --------------------------- | -------------- | ---- | --------- | ---------------------------- |
| 07. Juni 1986 | Pakistan         | Anschlag in Peschawar          |                           |                                           | Autobombe                   | Markt          | 5    | 40        |                              |
| 09. Juni 1986 | Sri Lanka        | Anschlag in Kilinochchi        | Tamilische Separatisten   | autonomistisch                            |                             | Dorf           | 20   | 75        | Bürgerkrieg in Sri Lanka     |
| 11. Juni 1986 | Sri Lanka        | Anschlag in Jaffna             | EPRLF                     | autonomistisch, tamilisch-nationalistisch | Mörser, Granate             | Marinelager    | 19   | 68        | Bürgerkrieg in Sri Lanka     |
| 13. Juni 1986 | Sri Lanka        | Anschlag in Trincomalee        |                           |                                           | Brandstiftung               | Dorf           | 21   | 0         | Bürgerkrieg in Sri Lanka     |
| 14. Juni 1986 | Südafrika        | Anschlag in Durban             | African National Congress | nationalistisch, sozialdemokratisch       | Autobombe                   | Hotel          | 3    | 68        | Apartheid                    |
| 15. Juni 1986 | Pakistan         | Anschlag in Khyber Pakhtunkhwa |                           |                                           | Sprengstoff                 | Expresszug     | 1    | 35        |                              |
| 16. Juni 1986 | Pakistan         | Anschlag in Peschawar          |                           |                                           | Sprengstoff                 | Kino           | 3    | 25        |                              |
| 18. Juni 1986 | Peru             | Anschlag in Amazonas           | Leuchtender Pfad          | marxistisch-leninistisch-maoistisch       | Automatische Schusswaffe(n) | Militäreinheit | 22   | 0         | Bewaffneter Konflikt in Peru |
| 22. Juni 1986 | Pakistan         | Anschlag in Peschawar          |                           |                                           | Sprengstoff                 | Hotel          | 0    | 22        |                              |
| 25. Juni 1986 | Peru             | Anschlag in Cusco              | Leuchtender Pfad          | marxistisch-leninistisch-maoistisch       | Sprengstoff                 | Touristenzug   | 8    | 40        | Bewaffneter Konflikt in Peru |
| 30. Juni 1986 | Südafrika        | Anschlag in Soweto             |                           |                                           | Brandstiftung               | Bus            | 2    | 48        |                              |

## Juli
| Datum/Beginn  | Betroffenes Land | Anschlag                      | Täter                            | Politische Ausrichtung                                                                                      | Mittel                      | Ziel                                 | Tote | Verletzte | Hintergrund                                 |
| ------------- | ---------------- | ----------------------------- | -------------------------------- | --- | --------------------------- | ------------------------------------ | ---- | --------- | ------------------------------------------- |
| 01. Juli 1986 | Mosambik         | Anschlag nahe Maputo          | Resistência Nacional Moçambicana | nationalistisch, konservativ                                                                                |                             | Versorgungszug                       | 227  | 0         | Mosambikanischer Bürgerkrieg                |
| 03. Juli 1986 | Peru             | Anschlag in Ayacucho          | Leuchtender Pfad                 | marxistisch-leninistisch-maoistisch                                                                         | Automatische Schusswaffe(n) | Militäreinheit                       | 41   | 0         | Bewaffneter Konflikt in Peru                |
| 04. Juli 1986 | Südafrika        | Anschlag in Pretoria          |                                  | | Sprengstoff                 | Supermarkt                           | 0    | 20        |                                             |
| 08. Juli 1986 | Iran             | Anschlag in Teheran           |                                  | | Sprengstoff                 | Teeladen                             | 0    | 37        |                                             |
| 09. Juli 1986 | Frankreich       | Anschlag in Paris             | Action directe                   | linksextremistisch                                                                                          | Sprengstoff                 | Polizeistation                       | 1    | 27        |                                             |
| 14. Juli 1986 | Spanien          | Anschlag in Madrid            | ETA                              | autonomistisch, baskisch-nationalistisch                                                                    | Autobombe                   | Polizeibus                           | 9    | 40        | ETA-Konflikt                                |
| 21. Juli 1986 | Chile            | Anschlag in Santiago de Chile | FPMR                             | marxistisch-leninistisch, links-nationalistisch                                                             | Sprengstoff                 | Regierungsgebäude                    | 0    | 24        | Bewaffneter Widerstand in Chile (1973–1990) |
| 22. Juli 1986 | Sri Lanka        | Anschlag nahe Vavuniya        | LTTE                             | autonomistisch, tamilisch-sozialistisch                                                                     | Landmine                    | Bus                                  | 31   | 22        | Bürgerkrieg in Sri Lanka                    |
| 24. Juli 1986 | Deutschland      | Anschlag in Aachen            | RAF                              | antifaschistisch, antiimperialistisch, kommunistisch, maoistisch, marxistisch-leninistisch, antizionistisch | Sprengstoff                 | Fraunhofer-Institut für Lasertechnik | 0    | 1         |                                             |
| 24. Juli 1986 | Sri Lanka        | Anschlag in Vavuniya          | LTTE                             | autonomistisch, tamilisch-sozialistisch                                                                     | Paketbombe                  | Bus                                  | 12   | 28        | Bürgerkrieg in Sri Lanka                    |
| 25. Juli 1986 | Chile            | Anschlag in Santiago de Chile |                                  | | Sprengstoff                 | La Moneda                            | 0    | 36        | Bewaffneter Widerstand in Chile (1973–1990) |
| 28. Juli 1986 | Libanon          | Anschlag in Beirut            |                                  | | Autobombe                   | Kino                                 | 33   | 140       | Libanesischer Bürgerkrieg                   |

## August
| Datum/Beginn    | Betroffenes Land       | Anschlag                   | Täter                          | Politische Ausrichtung                          | Mittel                                                 | Ziel                     | Tote | Verletzte | Hintergrund                           |
| --------------- | ---------------------- | -------------------------- | ------------------------------ | ----------------------------------------------- | ------------------------------------------------------ | ------------------------ | ---- | --------- | ------------------------------------- |
| 01. August 1986 | Libanon                | Anschlag in Beirut         |                                |                                                 | Sprengstoff                                            | Geschäfte                | 1    | 30        | Libanesischer Bürgerkrieg             |
| 02. August 1986 | Namibia                | Anschlag in Walvis Bay     |                                |                                                 | Sprengstoff                                            | Metzgerei                | 5    | 23        |                                       |
| 08. August 1986 | Libanon                | Anschlag in Beirut         | Revolutionary Liberation Cells |                                                 | Autobombe                                              | Universität              | 25   | 45        | Libanesischer Bürgerkrieg             |
| 14. August 1986 | Nicaragua              | Anschlag in Wiwilí         | FDN                            |                                                 | Automatische Schusswaffe(n)                            | Militäreinheit           | 20   | 0         | Contra-Krieg                          |
| 14. August 1986 | Libanon                | Anschlag in Beirut         |                                |                                                 | Autobombe, Sprengstoff                                 | Christliches Wohnviertel | 20   | 100       | Libanesischer Bürgerkrieg             |
| 16. August 1986 | Iran                   | Anschlag in Ghom           |                                |                                                 | Autobombe                                              | Moschee                  | 13   | 100       |                                       |
| 19. August 1986 | Vereinigtes Königreich | Anschlag in London         |                                |                                                 | Sprengstoff                                            | Iranisches Geschäft      | 1    | 12        |                                       |
| 19. August 1986 | Iran                   | Anschlag in Teheran        |                                |                                                 | Autobombe                                              |                          | 20   |           |                                       |
| 20. August 1986 | Israel                 | Anschlag in Tel Aviv-Jaffa | PLO                            | autonomistisch, palästinensisch-nationalistisch | Automatische Schusswaffe(n), Granate(n), Brandstiftung | Militärbus               |      | 27        | Israelisch-Palästinensischer Konflikt |

## September
| Datum/Beginn       | Betroffenes Land | Anschlag                  | Täter                                                                     | Politische Ausrichtung                             | Mittel                                                 | Ziel              | Tote   | Verletzte | Hintergrund                           |
| ------------------ | ---------------- | ------------------------- | ------------------------------------------------------------------------- | -------------------------------------------------- | ------------------------------------------------------ | ----------------- | ------ | --------- | ------------------------------------- |
| 01. September 1986 | Südafrika        | Anschlag in Durban        | African National Congress                                                 | nationalistisch, sozialdemokratisch                | Sprengstoff                                            | Supermarkt        | 0      | 21        |                                       |
| 02. September 1986 | USA              | Anschlag in New York City | Jewish Defense League                                                     | rechtsextremistisch                                | Tränengas                                              | Opernhaus         | 0      | 32        |                                       |
| 04. September 1986 | Sri Lanka        | Anschlag in Colombo       | vermutlich Singhalesische Extremisten                                     |                                                    | Sprengstoff                                            | Kundgebung        | 0      | 45        | Bürgerkrieg in Sri Lanka              |
| 05. September 1986 | Pakistan         | Pan-Am-Flug 73            | Abu-Nidal-Organisation                                                    | autonomistisch-palästinensisch                     | Entführung, Schusswaffen                               | Flugzeug          | 20     | 120       | Israelisch-Palästinensischer Konflikt |
| 06. September 1986 | Türkei           | Anschlag in Istanbul      | Abu-Nidal-Organisation                                                    | autonomistisch-palästinensisch                     | Automatische Schusswaffe(n), Granate(n), Brandstiftung | Synagoge          | 22     | 6         | Israelisch-Palästinensischer Konflikt |
| 07. September 1986 | Philippinen      | Anschlag in Salvador      | MILF                                                                      | autonomistisch, moro-sozialistisch                 | Schusswaffen                                           | Kirche            | 8 (+2) | 96        | Moro-Konflikt                         |
| 08. September 1986 | Deutschland      | Anschlag in Köln          | Revolutionäre Zellen                                                      | antiimperialistisch, antizionistisch, feministisch | Sprengstoff                                            | Regierungsgebäude | 0      | 1         |                                       |
| 12. September 1986 | Frankreich       | Anschlag in Paris         | Committee for Solidarity With Arab and Middle Eastern Political Prisoners |                                                    | Sprengsatz                                             | Einkaufszentrum   | 0      | 54        |                                       |
| 15. September 1986 | Frankreich       | Anschlag in Paris         | Committee for Solidarity With Arab and Middle Eastern Political Prisoners |                                                    | Sprengsatz                                             | Polizeistation    | 1      | 56        |                                       |
| 17. September 1986 | Frankreich       | Anschlag in Paris         | Committee for Solidarity With Arab and Middle Eastern Political Prisoners |                                                    | Sprengsatz                                             | Einkaufszentrum   | 7      | 60        |                                       |

## Oktober
| Datum/Beginn     | Betroffenes Land | Anschlag              | Täter    | Politische Ausrichtung | Mittel                      | Ziel           | Tote | Verletzte | Hintergrund                           |
| ---------------- | ---------------- | --------------------- | -------- | ---------------------- | --------------------------- | -------------- | ---- | --------- | ------------------------------------- |
| 13. Oktober 1986 | Bangladesch      | Anschlag in Dhaka     |          |                        |                             | Stadt          | 4    | 100       |                                       |
| 15. Oktober 1986 | Israel           | Anschlag in Jerusalem | Force 17 |                        | Sprengstoff                 | Soldaten       | 1    | 70        | Israelisch-Palästinensischer Konflikt |
| 23. Oktober 1986 | Peru             | Anschlag in Huamanga  | Maoisten | maoistisch             | Schusswaffe(n)              | Kirche         | 22   | 5         | Bewaffneter Konflikt in Peru          |
| 24. Oktober 1986 | Nicaragua        | Anschlag in Wiwilí    | FDN      |                        | Automatische Schusswaffe(n) | Militäreinheit | 21   | 16        | Contra-Krieg                          |
| 30. Oktober 1986 | Angola           | Anschlag in Luanda    | Rebellen |                        |                             | Flughafen      | 36   | 0         | Bürgerkrieg in Angola                 |

## November
| Datum/Beginn      | Betroffenes Land       | Anschlag                 | Täter                          | Politische Ausrichtung                            | Mittel                                 | Ziel                | Tote | Verletzte | Hintergrund                       |
| ----------------- | ---------------------- | ------------------------ | ------------------------------ | ------------------------------------------------- | -------------------------------------- | ------------------- | ---- | --------- | --------------------------------- |
| 01. November 1986 | Kolumbien              | Anschlag in Antioquia    | CGSB                           | kommunistisch                                     | Automatische Schusswaffe(n)            | Militäreinheit      | 20   | 0         | Bewaffneter Konflikt in Kolumbien |
| 04. November 1986 | Nicaragua              | Anschlag in Matagalpa    | FDN                            |                                                   | Automatische Schusswaffe(n)            | Militäreinheit      | 20   | 0         | Contra-Krieg                      |
| 04. November 1986 | Nicaragua              | Anschlag in Boaco        | FDN                            |                                                   | Automatische Schusswaffe(n)            | Militäreinheit      | 22   | 0         | Contra-Krieg                      |
| 04. November 1986 | El Salvador            | Anschlag in San Salvador | Guerillas                      |                                                   |                                        |                     | 15   | 21        | Salvadorianischer Bürgerkrieg     |
| 06. November 1986 | Kolumbien              | Anschlag in Antioquia    | CGSB                           | kommunistisch                                     |                                        | Militäreinheit      | 30   | 0         | Bewaffneter Konflikt in Kolumbien |
| 08. November 1986 | El Salvador            | Anschlag in La Paz       | FMLN                           | marxistisch-leninistisch                          | Automatische Schusswaffe(n), Landminen | Militärkonvoi       | 27   | 0         | Salvadorianischer Bürgerkrieg     |
| 10. November 1986 | Südafrika              | Anschlag in Newcastle    | African National Congress      | nationalistisch, sozialdemokratisch               | Sprengsätze                            | Amtsgericht         | 0    | 24        |                                   |
| 11. November 1986 | Südafrika              | Anschlag in Johannesburg | Stadtguerilla                  |                                                   | Sprengstoff                            | Einkaufszentrum     | 0    | 20        |                                   |
| 23. November 1986 | Australien             | Anschlag in Melbourne    | Greek Bulgarian Armenian Front |                                                   | Autobombe                              | Türkisches Konsulat | 1    | 1         |                                   |
| 30. November 1986 | Deutschland            | Anschlag in West-Berlin  |                                |                                                   | Sprengstoff                            | Gebäude             | 0    | 1         |                                   |
| 30. November 1986 | Vereinigtes Königreich | Anschlag in Newry        | IRA                            | autonomistisch, irisch-republikanisch, katholisch | Mörser                                 | Polizeistation      | 0    | 39        | Nordirlandkonflikt                |

## Dezember
| Datum/Beginn      | Betroffenes Land | Anschlag               | Täter                      | Politische Ausrichtung                                                                       | Mittel                      | Ziel          | Tote | Verletzte | Hintergrund                   |
| ----------------- | ---------------- | ---------------------- | -------------------------- | -------------------------------------------------------------------------------------------- | --------------------------- | ------------- | ---- | --------- | ----------------------------- |
| 01. Dezember 1986 | Indien           | Anschlag in Chandigarh | Sikh-Extremisten           |                                                                                              | Schusswaffen                | Bus           | 24   | 8         |                               |
| 02. Dezember 1986 | Indien           | Anschlag in Amritsar   | Khalistan Liberation Force | autonomistisch-sikhistisch                                                                   |                             | Bus           | 34   | 0         |                               |
| 07. Dezember 1986 | El Salvador      | Anschlag in La Unión   | FMLN                       | marxistisch-leninistisch                                                                     | Automatische Schusswaffe(n) | Militärposten | 27   | 33        | Salvadorianischer Bürgerkrieg |
| 18. Dezember 1986 | Spanien          | Anschlag in Madrid     | ETA                        | autonomistisch, baskisch-nationalistisch                                                     |                             |               | 0    | 28        | ETA-Konflikt                  |
| 25. Dezember 1986 | Saudi-Arabien    | Iraqi-Airways-Flug 163 | Hisbollah                  | islamisch-nationalistisch, antizionistisch, antiimperialistisch, antiwestlich, antisemitisch | Entführung, Granate         | Flugzeug      | 63   | 32        | Erster Golfkrieg              |
| 27. Dezember 1986 | Äthiopien        | Anschlag in Amhara     | IHAPA                      | föderalistisch                                                                               |                             |               | 40   |           |                               |